# Acacia tenuissima
Acacia tenuissima är en ärtväxtart som beskrevs av Ferdinand von Mueller. Acacia tenuissima ingår i släktet akacior, och familjen ärtväxter. Inga underarter finns listade i Catalogue of Life.